# Axechina lissa
Axechina lissa är en svampdjursart som beskrevs av de Laubenfels 1957. Axechina lissa ingår i släktet Axechina och familjen Raspailiidae.
Artens utbredningsområde är havet kring Hawaii. Inga underarter finns listade i Catalogue of Life.